# Мельник, Яков Иванович (партизан)
Яков Иванович Мельник (10 декабря 1890 — 1982) — участник Великой Отечественной войны, командир Винницко-Сумского объединения партизанских отрядов, полковник НКВД.

## Биография
Родился 10 декабря 1890 года в селе Голта Ананьевского уезда Херсонской губернии, ныне в черте города Первомайска Николаевской области Украины, в крестьянской семье. Украинец.
В семь лет лишился отца. В 1901 году окончил земскую школу, помогал матери в домашнем хозяйстве. С 1903 года работал на местной каменоломне. В сентябре 1905 года устроился на машиностроительный завод Фаатца учеником слесаря, а после окончания 3-годичного обучения — стал слесарем.
В 1913 году переехал в Николаев, где работал слесарем на судостроительном заводе «Наваль». За участие в стачке был уволен с завода, но в 1914 году снова вернулся на него. 1 марта 1916 года был призван солдатом в армию и направлен в Тулу в 76-й запасной пехотный полк, где прослужил 2 месяца. В мае его вернули на завод как квалифицированного работника.
В апреле 1917 года Мельник вступил в РСДРП(б). В августе 1917 года перешел слесарем-лекальщиком на завод «Темвод», где был выбран членом заводского комитета. В январе 1918 года в составе Красной армии принимал участие в боях с гайдамаками, в марте — в обороне Николаева от немцев.
После восстановления Советской власти в Первомайске — в марте 1919 года, работал в местном ревкоме, затем в ананьевском уездном ревкоме комиссаром труда. С мая 1919 года в составе отряда особого назначения при 45-й дивизии Красной Армии Я. И. Мельник в должности командира взвода принимал участие в боях против войск Деникина и петлюровских банд, в подавлении кулацких восстаний.
С сентября 1920 года — заведующий отделом по работе на селе, с июня 1921 года — секретарь Ново-Украинского райкома КП(б)У, с июня 1922 года — член бюро и заведующий организационного отдела Первомайского окружного комитета КП(б)У.
В течение 1923—1924 годов обучался в Москве на курсах секретарей при ЦК ВКП(б), по окончании которых был направлен в Черниговский губком КП(б)У, где работал секретарем окружкомов. У 1928 году снова обучался в Москве на курсах марксизма-ленинизма при ЦК ВКП(б), а после их окончания был направлен на Московский авиационный завод № 24 секретарем парткома.
С 1931 по 1933 годы занимал разные должности в Бауманском и Сталинском районных и Московском городском комитетах ВКП(б).
В 1933—1936 годах работал в наркомате путей сообщения СССР.
В январе 1937 года был направлен на работу в НКВД СССР, где проходил службу в 6-м транспортном отделе НКВД. С февраля 1939 года Яков Мельник — помощник особого уполномоченного НКВД СССР, с апреля 1941 — особый уполномоченный 3-го управления НКВД.

### Великая Отечественная война
В мае 1942 года Я. И. Мельник был зачислен в резерв 4-го управления НКВД в отдел партизанского движения. В октябре 1942 года Мельника назначают начальником оперативной группы по руководству партийным подпольем и партизанским движением в Сумской области и направляют в тыл врага. 25 февраля 1943 года он занял должность комиссара, а позже — командира Сумского партизанского объединения.
Всего за период с 25 октября 1942 года по 26 марта 1944 года Винницко-Сумское объединение партизанских отрядов осуществило три рейда в глубокий тыл врага, пройдя почти 6500 км по девяти областям Украины и Белоруссии, форсировав 38 рек. Партизанами под командованием Я. И. Мельника было проведено 114 боевых операций, уничтожено почти 12500 солдат и офицеров врага, 82 войсковых эшелона, 88 паровозов, 902 вагона, 16 танков и бронемашин, 5 самолетов, 10 железнодорожных и 102 шоссейных мостов.
После расформирования Винницко-Сумского объединения, Яков Иванович Мельник находился в распоряжении отдела кадров НКВД СССР.

### После войны
C октября 1945 по февраль 1946 года Мельник находился в служебной командировке в Румынии. С 1946 по 1950 годы — на ответственных должностях в аппарате МВД СССР.
С июня 1950 по апрель 1954 года работал на руководящих должностях Дальстроя МВД СССР.
С мая 1954 по сентябрь 1955 — начальник отдела управления северо-восточных исправительно-трудовых лагерей МВД СССР (Магадан, Колымский край).
В октябре 1955 года Я. И. Мельник вышел на пенсию, жил в Москве.
За период партийной работы избирался делегатом XV съезда ВКП(б), VІІІ, ІХ, Х съездов КП(б)У, членом МГК ВКП(б), губкомов и обкомов партии.
Умер в 1982 году.

### Семья
Был женат. В апреле 1949 года его жена была репрессирована (в 1953 году освобождена с полной реабилитацией). В семье было две дочери; его внук  — А. М. Добровольский — кинорежиссёр.

## Награды
Награждён орденами Ленина, Красного Знамени, Богдана Хмельницкого 1 степени, Отечественной войны 1 степени и Красной Звезды, а также медалями, среди которых — «За отвагу», «За боевые заслуги», «За оборону Сталинграда», «Партизану Отечественной войны 1 степени».

## Память
Я. И. Мельник автор книги «554 дня партизанской войны: дневник, документы.»